# Norman Whiteside
Pour les articles homonymes, voir Whiteside.
Norman Whiteside est un footballeur nord-irlandais né le 7 mai 1965 à Belfast. Il jouait au poste d'attaquant et de milieu de terrain.
Après sa carrière, il fréquente assidûment le monde du poker où il remporte en gains cumulés en tournoi la somme de 23 559 €
,.

## Carrière

### Carrière internationale
Il a participé à la coupe du monde de football 1982 et à la coupe du monde de football 1986. Il demeure encore aujourd'hui le plus jeune joueur ayant participé à la coupe du monde, il avait 17 ans et 41 jours lors de son premier match contre la Yougoslavie. Il compte 38 sélections en équipe d'Irlande du Nord de football pour 9 buts, avec laquelle il a joué de 1982 à 1990.

### Carrière en club
- 1981-1989 : Manchester United ( Angleterre).
- 1989-1991 : Everton ( Angleterre).

Il a joué en tout 235 matches de championnat pour 56 buts.